# Romain Gary

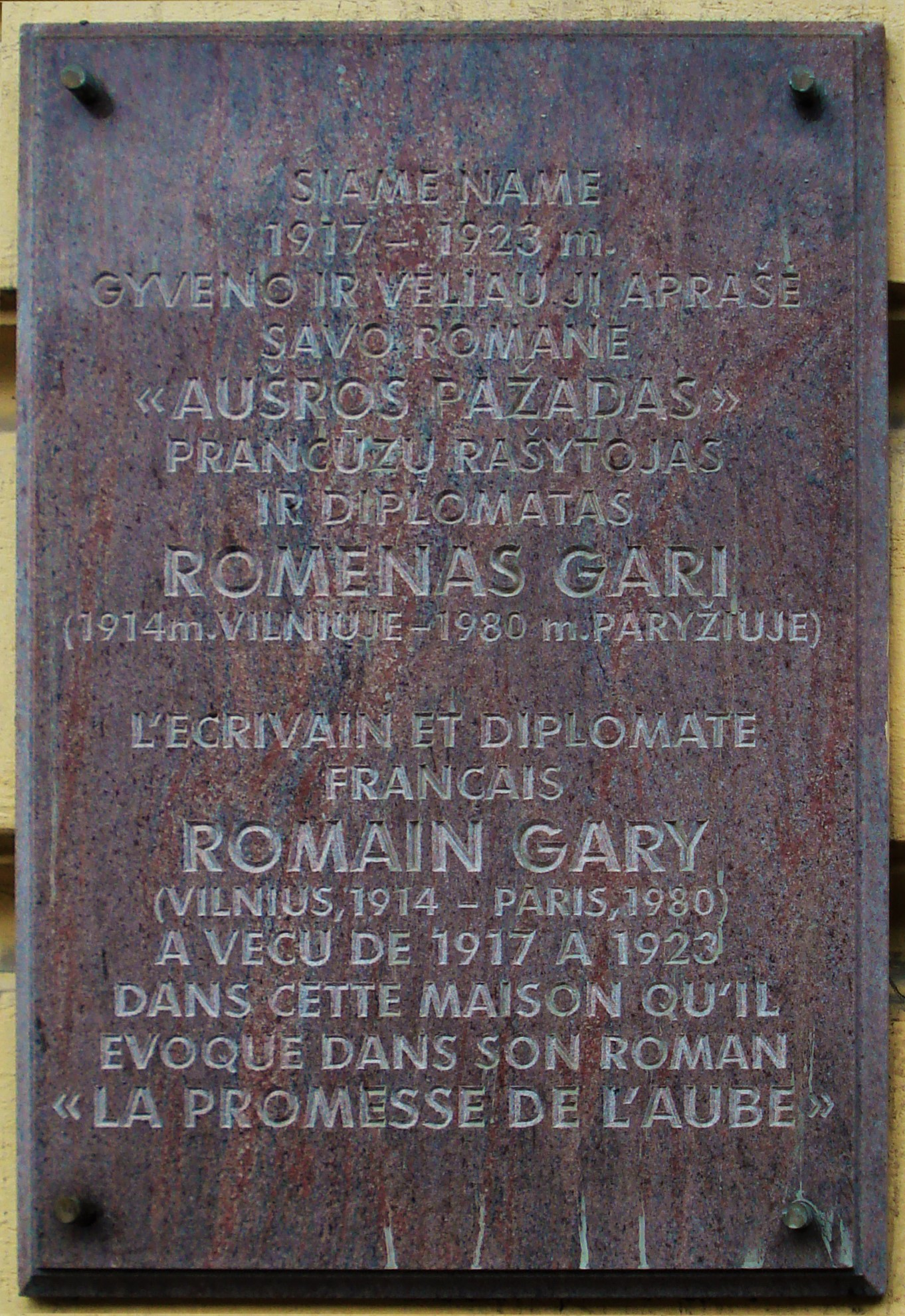
Placa en la que va ser casa de Romain Gary entre 1917 i 1923

Romain Gary (pseudònim de Roman Kacew o Katsev; 1914 - París, 2 de desembre de 1980) fou un escriptor i diplomàtic francès d'origen jueu-lituà.

## Biografia
Va néixer a Vílnius, Lituània el 8 de maig de 1914, com a Roman Kacew (jiddisch: קצב, rus: Рома́н Ка́цев). Encara que va néixer en terres lituanes de l'Imperi rus, era jueu rus i mai va parlar lituà, sinó rus i jiddisch. Va passar la infància amb la seva mare a Vílnius, quan la ciutat pertanyia a Polònia Oriental, amb el nom de Wilno, on cursà estudis de violí i dansa, sense el menor èxit. Més tard viuen a Varsòvia (1925-1928), uns dos anys i mig, on aprèn polonès a l'escola, i als tretze anys, el 1928, recala amb ella a Niça, perfecciona la llengua francesa i decideix ser escriptor. Atès que el seu pare biològic, un jueu rus, mai el va reconèixer, la seva mare el feia passar per fill d'Ivan Mozzhujin, l'estrella del cinema rus.
Va combatre en les Forces Armades de França com a pilot durant la Segona Guerra Mundial i va ser condecorat com a Heroi de Guerra amb la Creu de Guerra pel general Charles De Gaulle; d'aquesta experiència va escriure Educació europea (1945). Nomenat Cavaller de la Legió d'Honor i Heroi de l'Alliberament, entre d'altres condecoracions públiques, després de concloure estudis de Dret ingressa en la carrera diplomàtica, gràcies al seu poliglotisme, propi de molts jueus expatriats provinents d'Europa de l'Est (parlava i escrivia correctament francès, anglès, rus i alemany, a més de comprendre polonès, castellà, italià, lituà i jiddisch). Després de la guerra va treballar, per tant, com a diplomàtic fins a 1961 i va arribar a ser cònsol general de França a Los Angeles (1958), on va arribar provinent de l'ambaixada de França a La Paz, Bolívia (1956), on era agregat d'afers exteriors, càrrec que també va exercir a Sofia (Bulgària) i Nova York, on va ser representant de França davant l'ONU. Mai va arribar a ser ambaixador, com volia la seva mare, degut, segons deien els seus afins, a la seva vida bohèmia.
Els seus millors amics a París van ser els escriptors André Malraux i Albert Camus, a qui freqüentava en les oficines de l'editorial Gallimard.
Es va casar amb l'escriptora Lesley Blanch i, anys més tard, amb l'actriu americana Jean Seberg, amb la qual va mantenir la relació matrimonial fins al suïcidi d'ella. Fins i tot després de la seva separació, Gary li va pagar els tractaments psiquiàtrics i li va regalar un pis al centre de París, on l'actriu va viure en companyia de l'únic fill de tots dos, Alexandre Diego Gary Seberg (París, 1963), únic hereu de tots dos. El nom espanyol de Diego, segons Romain Gary, li van posar perquè va ser concebut en la seva residència d'estiueig a Palma.
Va emprar els pseudònims Émile Ajar, Fosco Sinibaldi i Shatan Bogat. És l'únic escriptor en la història que ha guanyat dues vegades el Premi Goncourt, la segona vegada amb el pseudònim de Émile Ajar, fet que va generar una gran polèmica a França, amb connotacions legals i que no es va resoldre fins a poc abans del seu suïcidi. Gary es va burlar així de l'alta cultura francesa i la crítica literària més dogmàtica, que acusava la seva obra de romàntica i passada de moda i, no obstant això, celebrava la del tal Émile Ajar un suposat escriptor jove, geni desconegut al qual van lloar sense saber que es tractava del mateix escriptor: Romain Gary.
Va ser autor d'uns trenta llibres, novel·les, relats, assajos i memòries, a més de guions de cinema, mitjà en el qual va arribar a dirigir dues pel·lícules protagonitzades per la seva dona, Jean Seberg. El seu nom figura en els crèdits d'una vintena de pel·lícules, telefilms i sèries de televisió, en qualitat de guionista, argumentista, director o actor (font: www.imdb.com).
Es va suïcidar el 2 de desembre de 1980 al seu apartament de París.
Fruit de les relacions culturals franco-jueves, es va crear a Jerusalem el Centre Culturel Français Romain Gary de Jérusalem.

### Obra publicada
Amb el nom real Romain Kacew
- 1935: L'Orage
- 1935: Une petite femme
- 1937: Le Vin des morts

Amb el pseudònim de Romain Gary
- 1945: Éducation européenne
- 1946: Tulipe
- 1949: Le Grand Vestiaire
- 1952: Les Couleurs du jour
- 1956: Les Racines du ciel (premi Goncourt)
- 1960: La Promesse de l'aube
- 1961: Johnnie Cœur
- 1962: Gloire à nos illustres pionniers
- 1963: Lady L.
- 1965: The Ski Bum
- 1965: Pour Sganarelle
- 1966: Les Mangeurs d'étoiles
- 1967: La Danse de Gengis Cohn
- 1968: La Tête coupable
- 1969: Adieu Gary Cooper
- 1970: Chien blanc
- 1971: Les Trésors de la Mer Rouge
- 1972: Europa
- 1973: Les Enchanteurs
- 1974: La nuit sera calme
- 1975: Au-delà de cette limite votre ticket n'est plus valable
- 1977: Clair de femme
- 1977: Charge d'âme
- 1979: La Bonne Moitié (teatre)
- 1979: Les Clowns lyriques
- 1980: Les Cerfs-volants
- 1981: Vie et mort d'Émile Ajar (pòstuma)
- 1984: L'Homme à la colombe (versió pòstuma definitiva)

Amb el pseudònim de Fosco Sinibaldi
- 1958: L'Homme à la colombe

Amb el pseudònim de Shatan Bogat
- 1974: Les Têtes de Stéphanie

Amb el pseudònim de Émile Ajar
- 1974: Gros-Câlin
- 1975: La Vie devant soi (versió en català: La vida al davant. Barcelona: Angle, 2004)
- 1976: Pseudo
- 1979: L'Angoisse du roi Salomon

## Premis
- Premi Goncourt Les arrels del cel (1956)
- Premi Goncourt La vie devant soi amb el pseudònim de Émile Ajar (1975)